# Стифф, Гарри
Гарольд Джозеф «Гарри» Стифф (англ. Harold Joseph "Harry" Stiff; 23 октября 1881 — 17 апреля 1939) — британский полицейский (офицер полиции Лондона) и перетягиватель каната, чемпион летних Олимпийских игр 1920 года в составе сборной Великобритании.